# 온주아문 및 동헌
온주아문 및 동헌(溫州衙門 및 東軒)은 대한민국 충청남도 아산시 읍내동에 있는 조선시대 온양군의 관아건물이다. 1973년 12월 24일 충청남도의 유형문화재 제16호로 지정되었다.

## 개요
조선시대 온양군의 관아건물로, 아문과 동헌이 있다.
아문은 조선 고종 8년(1871)에 다시 세워진 건물이다. ‘온주아문(溫州衙門)’이라는 현판은 신라 문무왕 3년(663)에 온양군의 이름이 온주였던 것을 따서 붙인 듯하다.
앞면 3칸·옆면 2칸 규모이며, 아문건축에서 흔히 볼 수 있는 2층의 문루건물이다. 아래층은 통로로 사용하고 윗층은 누마루로 이용하도록 하였다. 1.5m 높이의 사각뿔 모양 주춧돌을 세우고 그 위에 둥근 기둥을 세워 누마루를 설치하였으며, 4면에 난간을 둘렀다. 지붕은 옆면이 여덟팔(八)자모양인 팔작지붕이다.
동헌은 아문에서 북으로 50m 떨어진 곳에 있다. 아문과 비슷한 시기에 세워졌으며, 조선시대에 온양군의 동헌으로 쓰이다가 1928년부터 주재소로 쓰였다. 해방 후에는 파출소로 쓰이다가 1986년 시승격에 따라 1988년까지 2년 동안 동사무소로 쓰였다. 그 후 1993년에 수리·복원되었다.
규모는 앞면 6칸·옆면 2칸이고, 지붕은 아문과 같은 팔작지붕이다. 『여지도서』「온양군 공해조」에는 동헌 10칸·아사 23칸·객사 37칸·무학당 3칸·향청 12칸 등 건물 이름과 칸수가 기록되어 있으나, 여러 차례 변형된 결과 지금은 2동의 건물만 남아있다

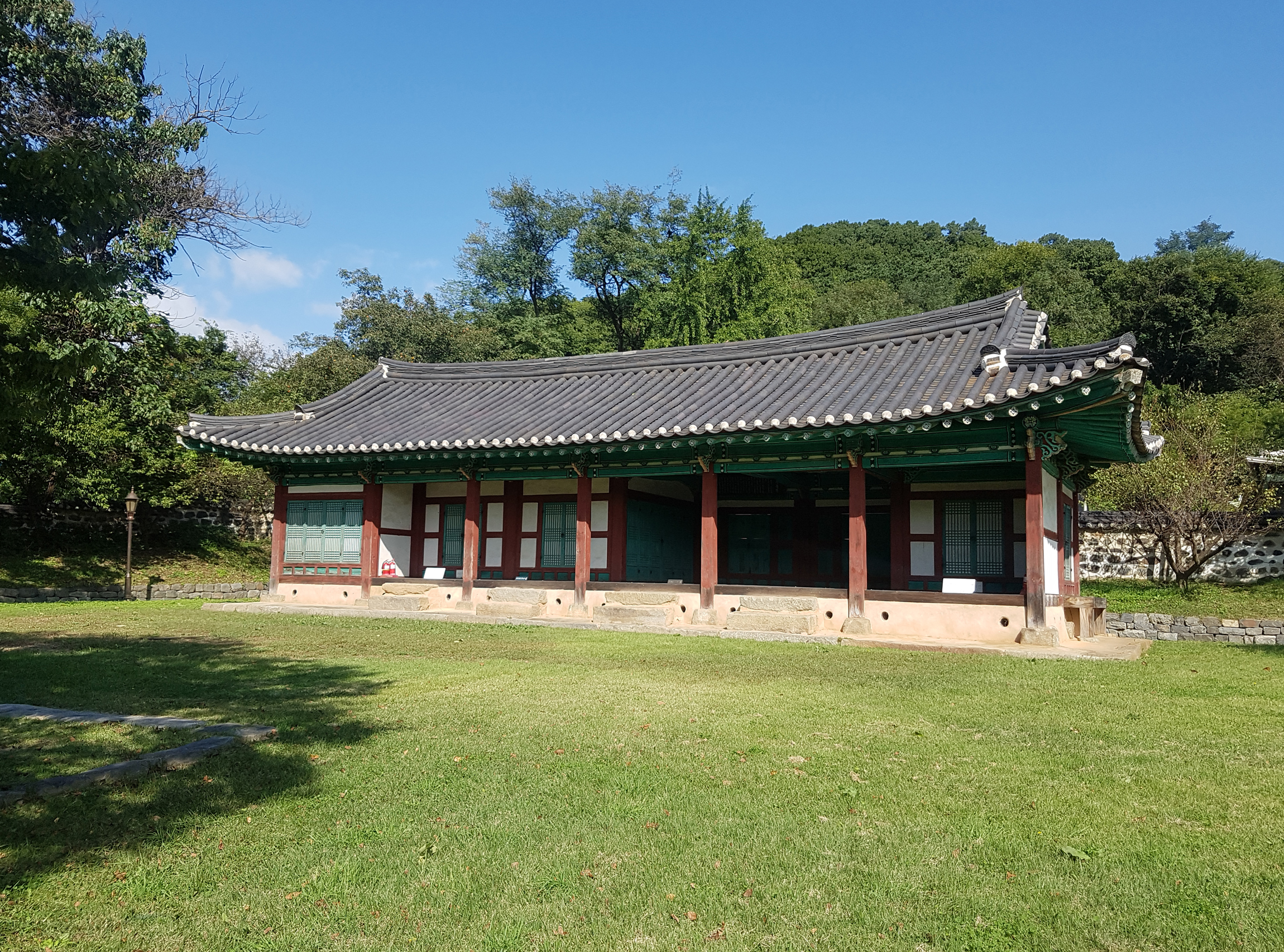
동헌

## 같이 보기
- 온양군

## 참고 자료
- 온주아문및동헌 - 국가유산청 국가유산포털